# نمک‌دره
نمک‌دره، روستایی است که در کیلومتر ۵۰ جاده میرزاکوچک خان (هریس) از توابع شهرستان رامسر شهرستان رامسر در استان مازندران ایران .

## جمعیت
این روستا در دهستان جنت‌رودبار قرار دارد و براساس سرشماری مرکز آمار ایران در سال ۱392، جمعیت آن 400 نفر (100خانوار) بوده‌است.